# Rrok Kola Mirdita
Rrok Mirdita (Klezna, 28 settembre 1939 – Tirana, 7 dicembre 2015) è stato un arcivescovo cattolico albanese.

## Biografia
Nato il 28 settembre 1939, venne consacrato sacerdote a New York il 2 luglio 1965 da Aleksandar Tokić, arcivescovo di Antivari, e fu parroco in una parrocchia albanese nel Bronx, a New York.
Il 1º luglio 1986 il cardinale John Joseph O'Connor, arcivescovo di New York, lo nominò "amministratore della chiesa cattolica albanese". Il 25 dicembre 1992 fu nominato arcivescovo di Durazzo-Tirana e consacrato da papa Giovanni Paolo II in persona, durante la sua visita pastorale in Albania il 25 aprile 1993 dopo una sede vacante durata più di quarant'anni. I vescovi co-consacranti furono i cardinali Camillo Ruini e Jozef Tomko.
Assieme a lui, il Papa consacrò altri tre vescovi: Zef Simoni, Frano Illia e Robert Ashta. In tal modo venne ristabilita la gerarchia cattolica in questo paese, dopo gli anni della persecuzione comunista.
Fu presidente della Conferenza episcopale albanese (Konferenca Ipeshkvnore e Shqipërisë), nonché direttore della Caritas albanese.
Per sua iniziativa fu costruita la Cattedrale di San Paolo a Tirana. L'architettura triangolare dell'edificio, secondo il suo progetto, simboleggia la coabitazione dell'Islam, della Chiesa cattolica e della Chiesa ortodossa in Albania. La prima messa nella nuova cattedrale fu celebrata il 27 gennaio 2002 dall'allora segretario di stato vaticano, il cardinale Angelo Sodano.
Nel giorno di Natale del 1999 incontrò l'arcivescovo ortodosso Anastasios: assieme formularono gli auguri per tutti i fedeli presenti all'incontro.
Ritenne che le cause profonde delle rivolte del 1997 in Albania erano da ricercarsi nella crisi dei valori. L'unico contrappeso alle tentazioni dell'occidente è la sequela di Cristo.
Il 21 settembre 2014 ospitò papa Francesco in Albania, nel suo quarto viaggio apostolico.
Morì a Tirana, due giorni dopo esser stato colpito da un ictus, il 7 dicembre 2015 all'età di 76 anni.

## Genealogia episcopale e successione apostolica
La genealogia episcopale è:
- Cardinale Scipione Rebiba
- Cardinale Giulio Antonio Santorio
- Cardinale Girolamo Bernerio, O.P.
- Arcivescovo Galeazzo Sanvitale
- Cardinale Ludovico Ludovisi
- Cardinale Luigi Caetani
- Cardinale Ulderico Carpegna
- Cardinale Paluzzo Paluzzi Altieri degli Albertoni
- Papa Benedetto XIII
- Papa Benedetto XIV
- Papa Clemente XIII
- Cardinale Enrico Benedetto Stuart
- Papa Leone XII
- Cardinale Chiarissimo Falconieri Mellini
- Cardinale Camillo Di Pietro
- Cardinale Mieczysław Halka Ledóchowski
- Cardinale Jan Maurycy Paweł Puzyna de Kosielsko
- Arcivescovo Józef Bilczewski
- Arcivescovo Bolesław Twardowski
- Arcivescovo Eugeniusz Baziak
- Papa Giovanni Paolo II
- Arcivescovo Rrok Kola Mirdita

La successione apostolica è:
- Vescovo Cristoforo Palmieri, C.M. (2005)
- Arcivescovo George Anthony Frendo, O.P. (2006)